# 刘秋菊 (数学家)
刘秋菊（1974年12月15日—），女，台湾数学家，哥伦比亚大学数学教授。她的研究兴趣包括代数几何和辛几何。

## 生平
刘秋菊1996年毕业于台湾大学，获学士学位。2002年毕业于哈佛大学，获博士学位，导师是丘成桐。毕业后在哈佛大学担任初级研究员，并在西北大学获得了教职。2006年，任职于哥伦比亚大学。

## 奖项和荣誉
2007年，刘秋菊获得了晨兴数学奖银奖。2010年，她成为了国际数学家大会的特邀报告人。2012年，她成为美国数学学会会士。